# Sicya neda
Sicya neda är en fjärilsart som beskrevs av Druce 1892. Sicya neda ingår i släktet Sicya och familjen mätare. Inga underarter finns listade i Catalogue of Life.